# Titus
Titus es una película italo-estadounidense de 1999, dirigida por Julie Taymor. Está basada en el drama shakespeariano Tito Andrónico. 

## Análisis de la película
Si bien el escenario básico se encuentra situado en una Roma en decadencia, que ya se ve enfrentando el peligro de los bárbaros del norte, la directora muestra cómo esta situación también atañe a los tiempos presentes, tocando temas como escándalos sexuales, genocidio, racismo, juergas peligrosas de adolescentes, asesinatos, etc. Estas referencias se ven expresadas en la película en una superposición de escenarios antiguos y contemporáneos, en los vestuarios que mezclan la moda neogótica con la moda romana, diseñados por Milena Canonero (también se puede apreciar su trabajo en la película La naranja mecánica), la fotografía de Luciano Tovoli (retratista de las películas de Dario Argento), oscura y de carácter teatral, que acerca a la película aún más con la obra de Shakespeare, la escenografía y producción de Dante Ferretti (El aviador), que situó la película en una Roma actualizada y antigua con paredes con graffitis, carreteras asfaltadas, carruajes antiguos, coches, motos, etc. Aunque al principio estas combinaciones de lo actual con lo antiguo pueden descolocar un poco, a medida que la película avanza puede entenderse la propuesta del productor de mostrar los problemas de la actualidad representándolos con estos signos y la excelente calidad de trabajo de sus actores y actrices, ya que es muy difícil interpretar el teatro shakesperiano por la complejidad de los textos, todas las palabras van unidas con las otras con un sentido, el cual se perdería inmediatamente si es que el actor o actriz no sabe qué emociones o sentimientos hay en cada frase; todo se ve perfectamente integrado en la interpretación de sus protagonistas, como Anthony Hopkins, que sufre lo imposible mientras se mantiene firme ante la voluntad de Roma, seguido por Jessica Lange, que muestra claramente su sed de venganza hacia el hombre que mató a sus hijos y a Roma; Harry J. Lenix, que logra que su personaje Aarón tome mayor importancia a medida que la película avanza; se ve claramente cómo lucha por mantener su sangre de moro al pelear por la vida de su hijo, sin importar la discriminación por su origen, lo que conlleva su muerte.
Este entrelazamiento de lo antiguo y lo presente muestra la construcción de diversos planos interpretativos; por ejemplo, al inicio de la película, donde hay un niño jugando a los soldados romanos en la cocina de su casa (todo ambientado en nuestra época) y de pronto aparece un soldado que lo saca de allí y lo lleva al Coliseo a ver la llegada de Tito a Roma. En este sentido, la directora sigue la línea de la creación del autor inglés, el cual es también reconocido por su capacidad de dirigir su obra a diversos tipos de públicos, saber presentar conflictos a audiencias más populares y de lecturas «fáciles», así como también a grupos más cultos y que se encuentran más dispuestos a realizar lecturas más «profundas», intelectuales.
El uso de esta diversidad de recursos, citando elementos de gore (la espectacular escena de Lavinia mutilada) y dando una sensación de surrealismo en diversos pasajes de la obra (Tito en la tina hablando con la venganza, el asesinato y la violación), al mismo tiempo que entregan una complejidad interesante de revisar, dificultan también la aceptación que públicos menos «intelectuales» podrían tener ante un filme de este tipo. Esta situación puede observarse, asimismo, en el hecho de que en nuestro país[¿cuál?] este filme llegó a pocas salas y fue rápidamente distribuido en vídeo. La presencia de Anthony Hopkins y Jessica Lange resultan ganchos interesantes para el público en general, pero su extensión y la falta de referencias conocidas para las personas que no estén familiarizadas con la obra del dramaturgo inglés hacen concluir que este filme pasará, al igual que películas como En busca de Ricardo III, a una excesiva distancia de los espectadores.